# Funeral (Lil Wayne)
Funeral è il tredicesimo album in studio del rapper statunitense Lil Wayne, pubblicato nel 2020.

## Tracce
1. Funeral – 3:14
2. Mahogany – 2:57
3. Mama Mia – 3:45
4. I Do It (featuring Big Sean & Lil Baby) – 3:04
5. Dreams – 3:47
6. Stop Playin with Me – 3:07
7. Clap for Em – 2:30
8. Bing James (featuring Jay Rock) – 3:24
9. Not Me – 3:19
10. Trust Nobody (featuring Adam Levine) – 2:48
11. Know You Know (featuring 2 Chainz) – 2:44
12. Wild Dogs – 3:36
13. Harden – 3:02
14. I Don't Sleep (featuring Takeoff) – 3:20
15. Sights and Silencers (featuring The-Dream) – 3:22
16. Ball Hard (featuring Lil Twist) – 2:58
17. Bastard (Satan's Kid) – 3:12
18. Get Outta My Head (featuring XXXTentacion) – 2:58
19. Piano Trap – 3:14
20. Line Em Up – 2:59
21. Darkside – 2:19
22. Never Mind – 3:33
23. T.O. (featuring O.T. Genasis) – 3:08
24. Wayne's World – 3:45